# Kurowskie Łęgi
Kurowskie Łęgi – wyspa w gminie Kołbaskowo, ograniczona wodami Odry Zachodniej od wschodu i Kanału Kurowskiego od zachodu. Jej powierzchnia wynosi około 1,2 km².